# Źródełko Dohny
Źródełko Dohny – źródełko znajdujące się w dzielnicy Żagania – Pięknej Dolinie.  
Nazwane zostało na cześć grafa Fabiana zu Dohna-Schlodien (1802–1871) burgrabiego ze Starej Koperni i Chichów, w latach 1847–1863 landrata powiatu Sagan, prywatnie męża Marii Wilson von Steinach – nieślubnej córki księżnej Pauliny von Biron i męża jej siostry Wilhelminy księcia Julesa Armanda Louisa Rohan-Guéméné (1768-1836). 
Współcześnie znajduje się tam pamiątkowy głaz z niemiecką nazwą "Dohna Brunnen". 
W XIX wieku niemieckie browary używały wody ze źródełka do warzenia piwa. 